# Mitríacas
Se llaman mitríacas a las fiestas y misterios celebrados en honor de Mitra entre los romanos. Mitra era el dios de la luz solar, de origen persa, que fue adoptado en el Imperio romano.
Los más solemnes de estos misterios se celebraba en el día del nacimiento del dios (25 de diciembre). Antes de ser iniciado en ellos, tenía el neófito que pasar según unos, por veinticuatro y según otros, por ochenta pruebas, a que el iniciado sucumbía con frecuencia. 